# Batalha de Corydon
A Batalha de Corydon foi um enfrentamento menor que ocorreu 9 de julho de 1863, ao sul de Corydon, que tinha sido a capital original de Indiana até 1825, e foi a sede do condado de Harrison. O ataque ocorreu durante o Raid Morgan na Guerra Civil americana como uma força de 2.500 cavaleiros invadiram o norte em apoio à Campanha Tullahoma. Foi a única batalha campal da Guerra Civil que ocorreu em Indiana, e nenhuma batalha ocorreu em Indiana desde então.